# 意大利證券交易所
45°27′52″N 9°10′58″E / 45.46444°N 9.18278°E
意大利證券交易所（Borsa Italiana S.p.A.）是一家位于意大利米蘭的證券交易所，因總部梅扎诺特宫位於米蘭市廣場而又常稱爲“Piazza Affari”。

## 歷史
它由歐仁·德·博阿爾內成立于1808年2月6日，當時叫做米蘭證券交易所（Borsa di commercio di Milano）。它直到1998年1月才私營化，2007年10月1日成爲倫敦證券交易所集團的一部分。
2020年10月倫敦證券交易所集團將旗下義大利證券交易所（Borsa Italiana）出售給泛歐交易所（Euronext）及義大利存貸款公司(Cassa Depositi e Prestiti SpA)和義大利聯合聖保羅銀行，该笔交易于2021年4月完成。

## 外部連結
- Borsa Italiana[永久] MIB30 index methodology